# Dhofaria macleishii
Dhofaria macleishii  es una especie de arbusto  y el único miembro del género monotípico Dhofaria, perteneciente a la familia Capparaceae. Es originaria de Omán.

## Taxonomía
Dhofaria macleishii fue descrita por Anthony G. Miller y publicado en Notes from the Royal Botanic Garden, Edinburgh 45(1): 55. 1988.